# Fellingsbro härad
Fellingsbro härad var ett härad i den västra delen av landskapet Västmanland. Häradet omfattar den södra delen av nuvarande Lindesbergs kommun samt en mindre del av Örebro kommun, vilken båda är en del av Örebro län. Den totala arealen mätte knappt 496 km² och befolkningen uppgick år 1906 till 10 156 invånare. Tingsställe var till 1898 Fellingsbro, därefter Lindesberg.

## Geografi
Fellingsbro härad var belägen i gränslandet mellan de västligaste slättbygderna i Mälardalen och det skogigare mer kuperade landskapet norr därom. Häradets södra gräns utgörs av Dyltaåns och Arbogaåns övre lopp kring sjön Väringen samt de mindre åar som mynnar i dessa - från väster Sverkestaån, Ässingsån med Finnåkersälven samt Skedviån. I norr blir landet mer höglänt och kuperat med flera sandiga rullstensåsar av betydande höjd som sedermera övergår i bergslagsbygderna. Fellingsbro härad gränsade i söder till Glanshammars och Örebro härader, i väster till Nora och Hjulsjö bergslag, i norr till Lindes och Ramsbergs bergslag och i öster till Åkerbo härad i Västmanlands län. 
Häradet hade en köping – Frövi köping – och ett municipalsamhälle – Fellingsbro. Största tätort är numera Frövi belägen 27 km norr om Örebro.

### Socknar
Fellingsbro härad omfattade tre socknar.
I Lindesbergs kommun
- Näsby
- Fellingsbro

I Örebro kommun
- Ervalla

## Historia
I likhet med de övriga Mälarlandskapen delades Västmanland tidigt in i s.k. hundare, vilka under 1300-talet kom att betecknas som härader. Fellingsbro härad var under förkristen tid en av tre tredingar i det gamla Akirbo hundare. Namnet Fellingsbro skrevs tidigare Fiælandsbro och kommer av det fornsvenska mansnamnet Fiæland och -bro med betydelsen anlagd väg. Häradets tingsplats var belägen vid Fellingsbro kyrka som härrör från 1100-talet.
Häradet blev ett självständigt härad först under andra halvan av 1500-talet, från att tidigare ingått i Åkerbo härad.
Fellingsbro härad är förknippat med den järnhantering som pågått inom dess gränser under många hundra år. Bland dess bruksorter märks bl.a. Frövi och Finnåker med stångjärnssmide och manufakturer från 1600-talet samt Stensta bruk i närheten av Rockhammar. Pappersindustri (Frövifors bruk) finns sedan 1800-talet i Frövi.
Tre järnvägar möts i Frövi: Mälarbanans norra gren (öppnad 1857 som Köping-Hults Järnväg), Godsstråket genom Bergslagen (öppnad söderut 1857 som Köping-Hults Järnväg, därefter förstatligad och förlängd norrut 1900) och Bergslagsbanans östra gren (öppnad 1871 som Frövi-Ludvika järnväg). Inom Fellingsbro härad återfinns även en av slutstationerna för Sveriges första järnväg, Nora-Ervalla Järnväg (NEJ) vilken invigdes 1856.

## Län, fögderier, domsagor, tingslag och tingsrätter
Häradet har från 1779 hört till Örebro län, innan dess Närkes och Värmlands län. Församlingarna tillhör(de) Västerås stift.
Häradets socknar hörde till följande fögderier:
- 1720-1856 Östernärke fögderi
- 1857-1966 Linde fögderi endast till 1945 för Ervalla socken
- 1967-1990 Lindesbergs fögderi  för Näsby och Fellingsbro socknar
- 1946-1951 Nora fögderi för Ervalla socken
- 1952-1990 Örebro fögderi för Ervalla socken

Häradets socknar tillhörde följande domsagor, tingslag och tingsrätter:
- 1687-1898 Fellingsbro tingslag inom
  - 1687-1771 Norra Närkes domsaga
  - 1772-1809 Örebro, Glanshammar och Fellingsbro domsaga
  - 1810-1854 Östernärkes domsaga (Sköllersta, Askers, Örebro, Glanshammars och Fellingebro härader)
  - 1855-1898 Lindes domsaga (Linde och Ramsberg, Nya Kopparberg samt Fellingsbro härader)
- 1899-1950 Lindes domsagas tingslag i Lindes domsaga
- 1951-1970 Lindes och Nora domsagas tingslag i Lindes och Nora domsaga (Grythytte/Hällefors, Nora/Hjulsjö, Fellingsbro, Nya Kopparbergs och Linde/Ramsbergs härader) endast till 1952 för Ervalla socken

- 1971- Örebro tingsrätt och dess domsaga, dock bara från 2005 för socknarna i Lindesbergs kommun
- 1971-2005 Lindesbergs tingsrätt och dess domsaga för socknarna i Lindesbergs kommun

Fram till 1890 hörde en del av Fellingbro socken till domsaga/tingslag indelningar enligt Åkerbo härad.